# Zommange
Zommange è un comune francese di 38 abitanti situato nel dipartimento della Mosella nella regione del Grand Est.

## Simboli
Lo stemma del comune si blasona:
Le armi della castellania di Dieuze, di cui Zommange faceva parte, sono caricate della graticola di san Lorenzo, patrono della parrocchia.

## Società

### Evoluzione demografica
Abitanti censiti